# Semiothisa abruptata
Semiothisa abruptata là một loài bướm đêm trong họ Geometridae.